# Casa del segle XVIII (Cabanabona)
La Casa del segle XVIII és una obra de Cabanabona (Noguera) inclosa a l'Inventari del Patrimoni Arquitectònic de Catalunya.

## Descripció
El casal del segle xviii de Cabanabona està situat en un petit carreró parcialment cobert que mena a una plaça petita al darrere de la pça. Major. Es tracta d'un edifici entre mitgeres del que només se'n pot observar la façana. Actualment resta deshabitat i el seu estat de conservació no és bo. Sembla comptar amb una planta baixa i dues plantes; la teulada, probablement a doble vessant està coberta per teules.
En l'esmentada façana s'observen notables canvis de parament i de materials que infereixen nombroses refaccions i reformes, algunes d'elles molt importants. A l'oest de la façana s'observa la porta original, tapiada d'antic amb motiu dels materials emprats), és quadrangular i està emmarcada en grans carreus regulars i ben tallats. Al seu costat hi ha una finestra molt baixa i molt gran, de la mateixa factura que la porta. Ambdós elements compten amb sengles dates esculpides a la cúspide del marc (1777). Per sobre, a la primera planta, una filera de quatre finestres. Les dues de l'oest de la mateixa factura que la porta. Les de la dreta estan realitzades amb maó i ciment i tenen per tant una factura molt més recent. A la segona planta s'hi observen dues petites finestres allunyades entre si.
Els paraments, com s'ha dit, són molt heterogenis i testimonien nombroses refaccions, reformes i afegits. Des de grans carreus rectangulars situats al tram inferior i sobretot a la banda oest. Altres carreus més petits, disposats de mode irregular es troben repartits per tot l'edifici. Per acabar, l'ús del maó és habitual a totes les plantes de la banda est de l'edifici.

## Història
No es coneixen dades històriques sobre aquest bé. Únicament la data esculpida a les llindes de la porta i la finestra del qual donen un possible moment de finalització de la construcció del casal.